# ایلیا زاویشیچ
ایلیا زاویشیچ (انگلیسی: Ilija Zavišić؛ زادهٔ ۱۰ ژانویهٔ ۱۹۵۲) بازیکن فوتبال اهل یوگسلاوی بود.
از باشگاه‌هایی که در آن بازی کرده‌است می‌توان به باشگاه فوتبال آینتراخت برانشوایگ، باشگاه فوتبال راد، و باشگاه فوتبال پارتیزان اشاره کرد.
وی همچنین در تیم ملی فوتبال یوگسلاوی بازی کرده‌است.